# Ulica Wincentego Pstrowskiego w Olsztynie
Ulica Wincentego Pstrowskiego w Olsztynie – jedna z ważniejszych arterii komunikacyjnych miasta. Odcinek pomiędzy skrzyżowaniem z ulicą Wyszyńskiego a skrzyżowaniem z aleją Sikorskiego jest częścią drogi tranzytowej, łączącej Mazury, przede wszystkim jest drogą wylotową na Szczytno i Ostrołękę, ale także prowadzi tranzyt z Ogrodnik oraz Królewcem i z Warszawą oraz Grudziądzem.
Dzięki otwarciu ulicy Tuwima, ulica Wincentego Pstrowskiego została częściowo odciążona z ruchu tranzytowego. Ulica Wincentego Pstrowskiego jest ulicą dwujezdniową i na większej części ma pas zielony oddzielający pasy ruchu.
Rozciąga się od skrzyżowania z aleją Niepodległości (nieopodal dawnych koszar Wojska Polskiego, teraz Komendy Wojewódzkiej Policji) do wschodnich granic administracyjnych miasta. Ulica zawdzięcza nazwę Przodownikowi Pracy Wincentemu Pstrowskiemu.

## Historia ulicy
Za czasów Prus Wschodnich ulica miała nazwę Schonwalder-Landstraße, wybudowano wtedy osiedle Mazurskie i okoliczne ulice za czasów burmistrza Olsztyna, Oskara Beliana. Po przyjściu Adolfa Hitlera i partii hitlerowskiej do władzy, nazwa ulicy zmieniła się na Masuren-Straße (czyli ul. Mazurska), droga prowadząca w kierunku Mazur.
Po 1945 r., nazwę zmieniono na cześć przodownika pracy, Wincentego Pstrowskiego. Ludowe Wojsko Polskie, potem Wojsko Polskie zajęło i wyremontowało obszar koszar przy ulicy Pstrowskiego 3 a w 2003 roku powstała tam Komenda Wojewódzka Policji. W późnych latach 80. XX wieku przy ulicach Pstrowskiego i ul. Dworcowej, na terenie dzisiejszego hipermarketu Tesco, miał być wybudowany zakład produkcji urządzeń elektronicznych Unitry wraz ze szkołą elektroniczną z internatem, ale z czasem zmian ustroju politycznego i gospodarczego, zmieniły się plany i odstąpiono od budowy zakładów. Sprzedano działkę dla Makro, a potem Hitu z przejęciem przez Tesco. W latach 90. XX wieku, Technikum Budowlane przekształcono w VI Liceum Ogólnokształcące.
Na mocy zarządzenia Wojewody Warmińsko-Mazurskiego z dnia 13.12.2017 r. ulica zmieniła nazwę na Żołnierzy 5 Wileńskiej Brygady Armii Krajowej. Jednak nazwa ta nie zdążyła wejść w życie, ponieważ 22.12.2017 Wojewoda wydał zarządzenie zmieniające, które nadawało ulicy nazwę 5 Wileńskiej Brygady AK. Następnie 24.01.2019 roku ulicę ponownie przemianowano na Wincentego Pstrowskiego na podstawie prawomocnego wyroku Naczelnego Sądu Administracyjnego z dnia 15 listopada 2018 r.

## Obiekty
Przy ulicy Wincentego Pstrowskiego znajdują się m.in.:
- VI Liceum Ogólnokształcące im. Gabriela Narutowicza (dawne Technikum Budowlane)
- Bank Handlowy w Warszawie oddział Olsztyn
- Sklep Lidl
- Pogotowie Opiekuńcze
- Komenda Wojewódzka Policji w Olsztynie (część oddziałów Policji, reszta przy ul. Partyzantów)

## Komunikacja
Ulicą Wincentego Pstrowskiego biegną linie autobusowe (w tym jedna z wybiegami poza miasto: 105). Są to linie numer 103, 105, 116, 120 oraz 127.